# Oxford Professor of Poetry
Das Amt des Professor of Poetry ist eine der renommiertesten Positionen an der Universität Oxford. Zu den Aufgaben zählen drei öffentliche Lesungen pro Jahr, außerdem bestimmt er den Gewinner des Sir Roger Newdigate’s Prize for English Verse und hält die Creweian Oration, eine Rede im Gedenken an die Gönner der Universität. Eingerichtet wurde der Lehrstuhl im Jahr 1708. Seitdem hatten zahlreiche bedeutende englische Dichter und Literaturwissenschaftler das Amt inne.
Es handelt sich um die einzige Professur der Universität, die durch Wahl vergeben wird. Jedermann kann kandidieren, stimmberechtigt sind alle rund 180.000 Oxford-Absolventen. Die Wahl stößt regelmäßig auf großes Medieninteresse.

## Bisherige Professoren
- 1708–1718: Joseph Trapp
- 1718–1726: Thomas Warton the Elder
- 1728–1738: Joseph Spence
- 1738–1741: John Whitfield
- 1741–1751: Robert Lowth
- 1751–1756: William Hawkins
- 1757–1766: Thomas Warton
- 1766–1776: Benjamin Wheeler
- 1776–1783: John Randolph
- 1783–1793: Robert Holmes
- 1793–1801: James Hurdis
- 1802–1812: Edward Copleston
- 1812–1821: John Josias Conybeare
- 1821–1831: Henry Hart Milman
- 1831–1841: John Keble
- 1842–1852: James Garbett
- 1852–1857: Thomas Legh Claughton
- 1857–1867: Matthew Arnold
- 1867–1877: Francis Hastings Doyle
- 1877–1885: John Campbell Shairp
- 1885–1895: Francis Turner Palgrave
- 1895–1901: William Courthope
- 1901–1906: Andrew Cecil Bradley
- 1906–1911: John William Mackail
- 1911–1916: Thomas Herbert Warren
- 1916–1920: nicht besetzt
- 1920–1923: William Paton Ker
- 1923–1928: Heathcote William Garrod
- 1928–1933: Ernest de Sélincourt
- 1933–1938: George Stuart Gordon
- 1938–1943: Adam Fox
- 1944–1946: nicht besetzt
- 1946–1951: Maurice Bowra
- 1951–1956: Cecil Day-Lewis
- 1956–1961: W. H. Auden
- 1961–1966: Robert Graves
- 1966–1968: Edmund Blunden
- 1968–1973: Roy Fuller
- 1973–1978: John Wain
- 1978–1983: John Jones
- 1984–1989: Peter Levi
- 1989–1994: Seamus Heaney
- 1994–1999: James Fenton
- 1999–2004: Paul Muldoon
- 2004–2009: Christopher Ricks
- 2009: Ruth Padel
- 2010–2015: Geoffrey Hill
- 2015–2019: Simon Armitage
- 2019–2023: Alice Oswald
- seit 2023: A. E. Stalings